# Jaguar E-Type
La Jaguar E-Type, o più specificamente XK-E o anche XKE (il nome iniziale), è una vettura coupé gran turismo prodotta in diverse serie e versioni, tra il 1961 e il 1975, dalla casa automobilistica britannica Jaguar. Era basata sulla Jaguar D-type da corsa, che vinse per tre volte a Le Mans (1955, 1956 e 1957), ma con una versione a 3,8 litri del collaudato motore Jaguar XK, in grado comuque di sviluppare 265 cavalli, che le garantiva una velocità di circa 240 km/h.

## Il contesto
Venne disegnata da Malcolm Sayer, al quale si deve il design anche delle precedenti C-Type e D-Type, con l'aiuto e l'occhio di Sir William Lyons, e fu inizialmente progettata come auto sportiva a due posti coperti. La versione 2+2, con il passo allungato, fu realizzata anni dopo nel 1966. La prima versione, quella coupé, che nel linguaggio Jaguar significa Fixed Head Coupé o FHC o «coupé a tetto fisso», fu presentata il 15 marzo 1961 al Salone dell'automobile di Ginevra. Nel aprile dello stesso anno fu lanciata anche la versione roadster, detta Open Two Seater o OTS o «biposto aperta», al Salone di New York; infatti, la versione aperta fu introdotta perlopiù per andare incontro ai gusti del mercato statunitense. 
La E-Type fu una vettura rivoluzionaria per la progettazione, l'estetica e le caratteristiche di guida; era in anticipo sui tempi. Al tempo, aveva il prezzo più basso tra le vetture concorrenti di pari classe, e ciò aiutò sicuramente le vendite, che raggiunsero circa 70.000 vetture nei 14 anni in cui rimase in produzione. La rivista statunitense Sports Cars International, nel 2004 la mise al primo posto tra le Top Sport Cars degli anni sessanta. Dal 1996, una E-Type OTS 1a serie, entrò a far parte della collezione permanente al New York City Museum of Modern Art, uno speciale riconoscimento concesso fin ora a sole 6 autovetture.  
Il modello E-Type fu costruito ufficialmente in tre differenti serie, indicate come Series 1, Series 2 e Series 3; ma gli appassionati e molti esperti riconoscono anche una Series 1 1/2., prodotta a cavallo tra le Series 1 e 2. Furono presentate anche versioni speciali, in un limitatissimo numero di esemplari: la versione Low Drag Coupé (Coupé a bassa resistenza aerodinamica) in un solo esemplare prodotto, e la versione Lightweight (leggera o peso leggero) che inizialmente doveva essere prodotta in 18 esemplari, ma ne realizzarono solo 12, di cui uno andò distrutto, ed almeno due trasformati in decappottabile; queste vetture "speciali" sono ampiamente ricercate dai collezionisti, per la loro estrema rarità. Nel 2014, a distanza di mezzo secolo, la Jaguar decise di raggiungere il numero dei 18 esemplari, mettendo in produzione i 6 mancanti che non furono mai realizzati prima, ma ai quali era già stato assegnato un numero di telaio; fu così che li costruirono a mano da zero, nel rispetto rigoroso delle specifiche originali. In epoca più recente, la stessa Casa ha ideato la E-Type Zero, cioè una E-Type d'epoca riallestita con motore e trasmissione elettrici e con la modifica totalmente reversibile, che la Casa mette a disposizione ai possessori del modello.

## Jaguar E-TypeSeries I(1961-1968)
La Jaguar E-Type Series 1 fu lanciata nel marzo del 1961, al Salone dell'Automobile di Ginevra, nella versione coupé (o FHC, Fixed Head Coupé ). A poca distanza arrivò la E-Type Spider o OTS (Open Two Seater ), con una leggera capote in tela per proteggere i due occupanti da eventuali intemperie. Quando venne presentata la vettura, impressionò tutti gli appassionati accorsi al Salone, sia per la sua linea, straordinariamente bella ed elegante, che per le prestazioni di primo livello, che per alcuni versi si avvicinavano alle coeve Ferrari, Maserati e Aston Martin. A stupire di più fu il prezzoː 4.350.000 lire, contro i 5.800.000 lire della Ferrari 250 GT Cabriolet e i 7.500.000 lire della Aston Martin DB4 Volante. 

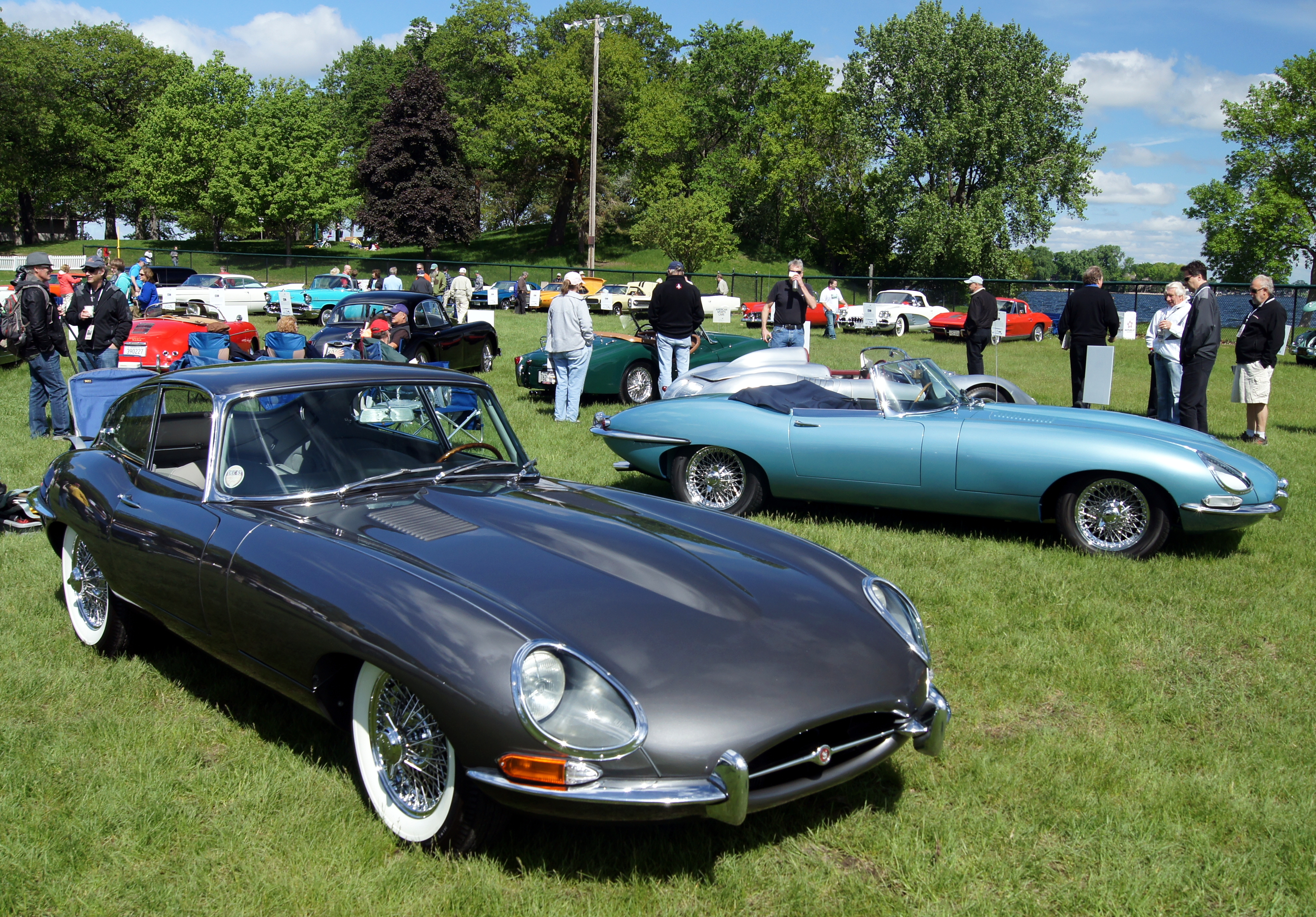
Jaguar E-Type 3.8l FHC (1962) & 3.8l OTS (1961)

La vettura fu rivoluzionaria per la Jaguar, in quanto abbandonava il classico telaio a longheroni e traverse, delle precedenti vetture serie XK, per una più moderna soluzione monoscocca con telaietto anteriore supplementare. Montava un motore Jaguar 6 cilindri in linea serie XK da 3.800 cm³ derivato da quello della XK150, alimentato da tre carburatori SU HD8 e con una potenza di 265 CV, abbinato ad un cambio meccanico a quattro marce MOSS, con prima non sincronizzata. Le sospensioni erano molto "avanzate", al retrotreno fu adottata una sospensione a ruote indipendenti al posto del tradizionale schema a ponte rigido, mentre all'avantreno si optò per doppi quadrilateri con barre di torsione. Con quest'auto la Jaguar anticipò tutti i costruttori di auto sportive e adottò per prima i freni a disco sulle 4 ruote servoassistiti Dunlop, già sperimentati in gara alla 24 Ore di Le Mans con la D-Type. I cerchi di serie erano a raggi grigi fissati con un gallettone.
La linea fu un capolavoro di Malcom Sayer e di Sir William Lyons, ricca di curve così aggraziate ma allo stesso tempo muscolose e aggressive. Il lungo cofano anteriore includeva i parafanghi, per accedere al motore infatti l'intera parte anteriore si ribaltava in avanti. Due serie di prese d'aria nella parte alta aiutavano il raffreddamento del 6 cilindri in linea e un rigonfiamento ne ricordava la presenza a chiunque guardasse la vettura. I fari erano carenati e le luci di posizione erano poste sopra i sottili paraurti cromati. Due rostri cromati affiancavano la "bocca" anteriore ovale ed erano collegati da un listello sempre cromato che sosteneva il piccolo logo circolare Jaguar.
Le portiere erano lunghe rispetto all'abitacolo raccolto e dotato di parabrezza panoramico, dotato di 3 tergicristalli separati. I fanalini posteriori piccoli e sottili erano posti sopra il paraurti posteriore. I due tubi di scarico uscivano da sotto la targa. La coupé aveva un portellone incernierato a sinistra, indipendentemente dal lato su cui si trova il volante mentre sulla spider c'era un convenzionale cofano posteriore. 

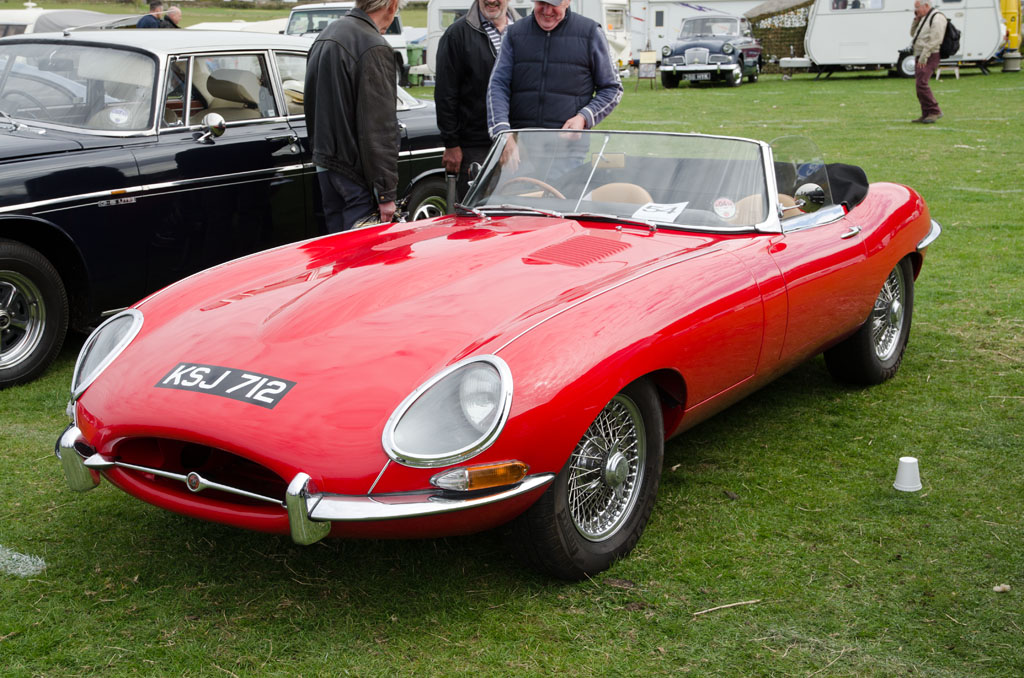
Jaguar E-Type 3,8 L Roadster OTS Series 1 (1962)

Gli interni erano molto sportivi: vi erano una coppia di sedili "ad unghia" di forma arrotondata senza poggiatesta. Dietro il volante in legno di grande diametro contagiri e tachimetro/contachilometri. Al centro del cruscotto in alluminio l'avviamento a pulsante, i comandi delle luci azionati da levette e gli indicatori secondari. Davanti al passeggero un vano portaguanti privo di sportellino.
I primi esemplari, realizzati tra il 1961 ed il 1962, furono definiti flat floor perché avevano il pianale piatto in corrispondenza dei piedi, limitando lo spazio a disposizione. Successivamente il fondo fu modificato per aumentare l'abitabilità, rimasta tuttavia scarsa anche dopo le modifiche. 
Nell'ottobre 1964 arrivò il primo vero aggiornamento. Il motore XK fu riprogettato per adottare prigionieri più grandi e sopportare l'aumento di cilindrata da 3,8 a 4,2 L e l'aumento di coppia di circa il 10%. Al nuovo motore fu abbinato un nuovo cambio Jaguar a 4 marce interamente sincronizzato, già presente sugli ultimissimi esemplari dotati di motore 3,8 L, ma introdotto quasi alla chetichella. Così si risolveva l'unica vera carenza meccanica di quest'auto.

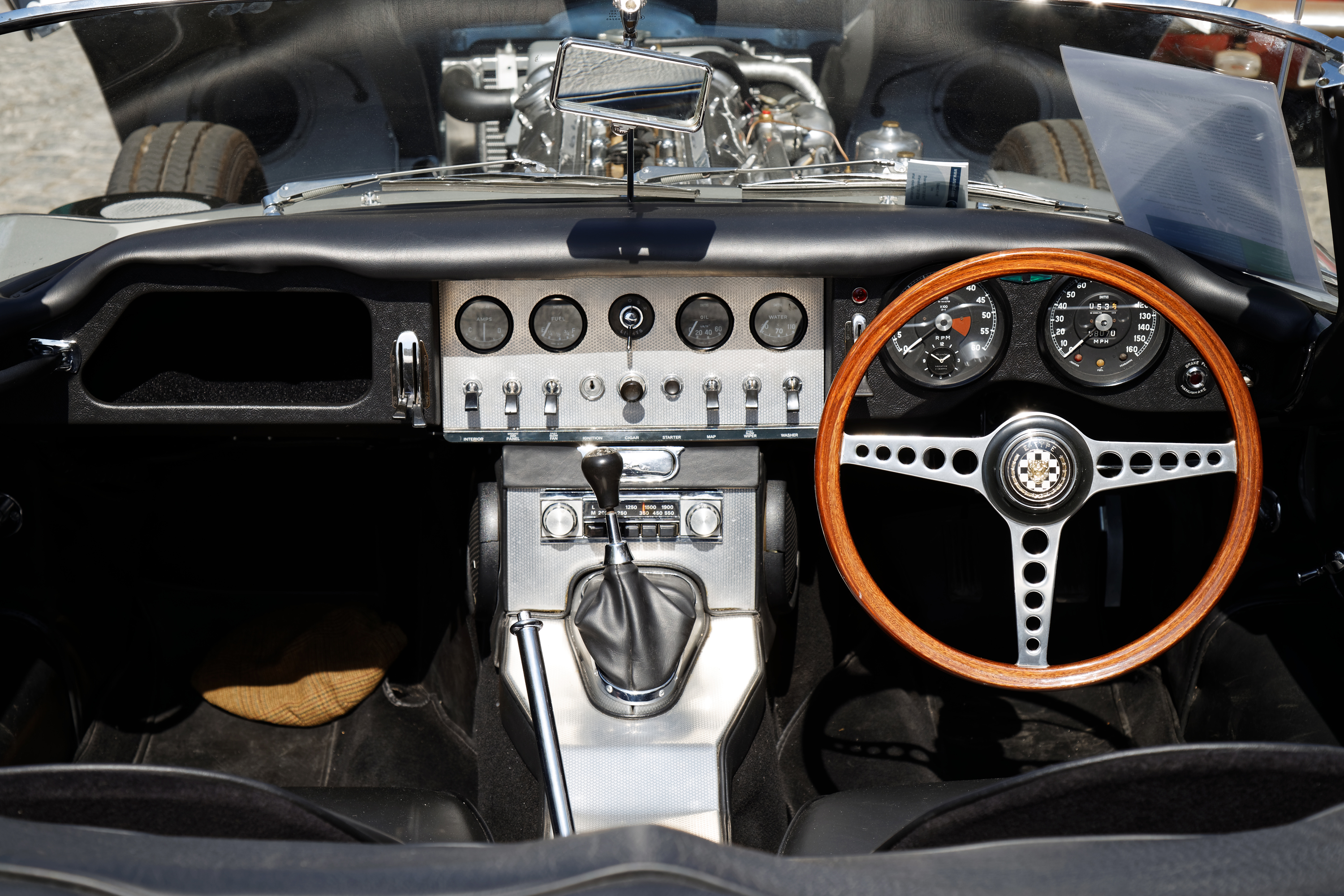
Cruscotto di una Jaguar E-Type 3,8 L Roadster OTS Series 1 (1962). Nel corso del tempo i rivestimenti cambiarono, come gli interruttori. Fu aggiunto lo sportellino sul portaoggetti ma il cruscotto rimase sostanzialmente lo stesso.

Sulle vetture con il motore 4,2 L furono montati sedili "a poltroncina" e il cruscotto fu ricoperto di finta pelle. Inoltre sul bagagliaio c'era la scritta Jaguar 4.2 E-Type mentre nelle vetture dotate del 3,8 L questa era semplicemente Jaguar.
La Series 1 può essere riconosciuta dai alcuni particolari:
- la presa d'aria anteriore, la bocca, è di dimensioni ridotte (ma leggermente più grande sulla versione da 4,2 litri);
- le luci di direzione sono sopra i paraurti;
- i due terminali di scarico sono posti sotto la targa posteriore;
- i fari anteriori sono dotati di copertura in vetro.

Nel Settembre 1966 fece la sua comparsa la versione 2+2 del coupé. Il passo fu allungato di 23 cm e il padiglione rialzato di 5 per accogliere altre 2 persone. In realtà i sedili posteriori erano adatti solo a bambini. La 2+2 segnò una svolta nella produzione della E-Type perché divenne disponibile anche il cambio automatico Borg-Warner Typ8 a 3 rapporti, orientando la vettura più verso il granturismo.
Tra il 1967 e il 1968 si ebbe la prima evoluzione, definita ufficiosamente Series 1 1/2. Queste vetture erano delle E-type Series 1 differenziate per l'assenza della carenatura in vetro dei fanali e, nell'abitacolo, l'eliminazione dei braccioli alle portiere (con le maniglie di apertura incassate nel pannello di rivestimento), un coperchio per il vano portaoggetti della plancia e per i differenti interruttori dei servizi, ora a bilanciere, in ossequio alle norme di sicurezza USA. Le auto destinate agli USA adottavano due carburatori Zenith-Stromberg al posto dei tre carburatori SU HD8 per rispettare le norme antinquinamento; ciò causò una considerevole perdita di potenza e coppia. Su tutti i motori i coperchi delle punterie passarono da lisci a scanalati.
| Caratteristiche tecniche - Jaguar E-Type 3.8 L Series 1 Coupé FHC (Roadster OTS) | Caratteristiche tecniche - Jaguar E-Type 3.8 L Series 1 Coupé FHC (Roadster OTS) | Caratteristiche tecniche - Jaguar E-Type 3.8 L Series 1 Coupé FHC (Roadster OTS) | Caratteristiche tecniche - Jaguar E-Type 3.8 L Series 1 Coupé FHC (Roadster OTS) | Caratteristiche tecniche - Jaguar E-Type 3.8 L Series 1 Coupé FHC (Roadster OTS) | Caratteristiche tecniche - Jaguar E-Type 3.8 L Series 1 Coupé FHC (Roadster OTS) |
| -------------------------------------------------------------------------------- | --- | --- | --- | --- | --- |
|                                                                                  | | | | | |
| Configurazione                                                                   | | | | | |
| Carrozzeria: coupé (spider)                                                      | Carrozzeria: coupé (spider) | Posizione motore: anteriore longitudinale | Posizione motore: anteriore longitudinale | Trazione: posteriore | Trazione: posteriore |
| Dimensioni e pesi                                                                | | | | | |
| Ingombri (lungh.×largh.×alt. in mm): 4452 × 1660 × 1220 (1300)                   | Ingombri (lungh.×largh.×alt. in mm): 4452 × 1660 × 1220 (1300) | Ingombri (lungh.×largh.×alt. in mm): 4452 × 1660 × 1220 (1300) | Ingombri (lungh.×largh.×alt. in mm): 4452 × 1660 × 1220 (1300) | Diametro minimo sterzata: | Diametro minimo sterzata: |
| Interasse: 2440 mm                                                               | Interasse: 2440 mm | Carreggiate: anteriore 1270 - posteriore 1270 mm | Carreggiate: anteriore 1270 - posteriore 1270 mm | Altezza minima da terra: | Altezza minima da terra: |
| Posti totali: 2                                                                  | Posti totali: 2 | Bagagliaio: | Bagagliaio: | Serbatoio: 64 | Serbatoio: 64 |
| Masse                                                                            | a vuoto: 1123 (1098) kg | a vuoto: 1123 (1098) kg | a vuoto: 1123 (1098) kg | a vuoto: 1123 (1098) kg | a vuoto: 1123 (1098) kg |
| Meccanica                                                                        | | | | | |
| Tipo motore: 6 cilindri in linea tipo XK, basamento e testata in ghisa           | Tipo motore: 6 cilindri in linea tipo XK, basamento e testata in ghisa | Tipo motore: 6 cilindri in linea tipo XK, basamento e testata in ghisa | Cilindrata: alesaggio x corsaː 87x106 mm totaleː 3781 cm³ | Cilindrata: alesaggio x corsaː 87x106 mm totaleː 3781 cm³ | Cilindrata: alesaggio x corsaː 87x106 mm totaleː 3781 cm³ |
| Distribuzione: doppio albero a camme in testa, valvole a V                       | Distribuzione: doppio albero a camme in testa, valvole a V | Distribuzione: doppio albero a camme in testa, valvole a V | Alimentazione: 3 carburatori Stromberg SU HD8 | Alimentazione: 3 carburatori Stromberg SU HD8 | Alimentazione: 3 carburatori Stromberg SU HD8 |
| Prestazioni motore                                                               | Potenza: 265 CV (SAE) a 5500 giri/min. / Coppia: 36 Kgm (SAE) a 4000 giri/min. | Potenza: 265 CV (SAE) a 5500 giri/min. / Coppia: 36 Kgm (SAE) a 4000 giri/min. | Potenza: 265 CV (SAE) a 5500 giri/min. / Coppia: 36 Kgm (SAE) a 4000 giri/min. | Potenza: 265 CV (SAE) a 5500 giri/min. / Coppia: 36 Kgm (SAE) a 4000 giri/min. | Potenza: 265 CV (SAE) a 5500 giri/min. / Coppia: 36 Kgm (SAE) a 4000 giri/min. |
| Accensione: a bobina e spinterogeno, una candela per cilindro                    | Accensione: a bobina e spinterogeno, una candela per cilindro | Accensione: a bobina e spinterogeno, una candela per cilindro | Impianto elettrico: 12V, Dinamo 288W, Batteria 67 Ah | Impianto elettrico: 12V, Dinamo 288W, Batteria 67 Ah | Impianto elettrico: 12V, Dinamo 288W, Batteria 67 Ah |
| Frizione: monodisco a secco                                                      | Frizione: monodisco a secco | Frizione: monodisco a secco | Cambio: MOSS manuale a 4 marce con 1 non sincronizzata | Cambio: MOSS manuale a 4 marce con 1 non sincronizzata | Cambio: MOSS manuale a 4 marce con 1 non sincronizzata |
| Telaio                                                                           | | | | | |
| Corpo vettura                                                                    | costruzione monoscocca con telaio supplementare anteriore | costruzione monoscocca con telaio supplementare anteriore | costruzione monoscocca con telaio supplementare anteriore | costruzione monoscocca con telaio supplementare anteriore | costruzione monoscocca con telaio supplementare anteriore |
| Sterzo                                                                           | a cremagliera | a cremagliera | a cremagliera | a cremagliera | a cremagliera |
| Sospensioni                                                                      | anteriori: doppi quadrilateri, barre di torsione longitudinali, ammortizzatori idraulici telescopici, barra stabilizzatrice / posteriori: doppi quadrilateri, molle elicoidali, ammortizzatori idraulici telescopici, puntoni di reazione | anteriori: doppi quadrilateri, barre di torsione longitudinali, ammortizzatori idraulici telescopici, barra stabilizzatrice / posteriori: doppi quadrilateri, molle elicoidali, ammortizzatori idraulici telescopici, puntoni di reazione | anteriori: doppi quadrilateri, barre di torsione longitudinali, ammortizzatori idraulici telescopici, barra stabilizzatrice / posteriori: doppi quadrilateri, molle elicoidali, ammortizzatori idraulici telescopici, puntoni di reazione | anteriori: doppi quadrilateri, barre di torsione longitudinali, ammortizzatori idraulici telescopici, barra stabilizzatrice / posteriori: doppi quadrilateri, molle elicoidali, ammortizzatori idraulici telescopici, puntoni di reazione | anteriori: doppi quadrilateri, barre di torsione longitudinali, ammortizzatori idraulici telescopici, barra stabilizzatrice / posteriori: doppi quadrilateri, molle elicoidali, ammortizzatori idraulici telescopici, puntoni di reazione |
| Freni                                                                            | anteriori: a disco / posteriori: a disco Dunlop | anteriori: a disco / posteriori: a disco Dunlop | anteriori: a disco / posteriori: a disco Dunlop | anteriori: a disco / posteriori: a disco Dunlop | anteriori: a disco / posteriori: a disco Dunlop |
| Pneumatici                                                                       | 6.40x15 / Cerchi: a raggi in acciaio 5.00x15 | 6.40x15 / Cerchi: a raggi in acciaio 5.00x15 | 6.40x15 / Cerchi: a raggi in acciaio 5.00x15 | 6.40x15 / Cerchi: a raggi in acciaio 5.00x15 | 6.40x15 / Cerchi: a raggi in acciaio 5.00x15 |
| Prestazioni dichiarate                                                           | | | | | |
| Velocità: 240 km/h                                                               | Velocità: 240 km/h | Velocità: 240 km/h | Accelerazione: 0-100 Km/hː 7.3 s., 0-1000mː 27.5 s. | Accelerazione: 0-100 Km/hː 7.3 s., 0-1000mː 27.5 s. | Accelerazione: 0-100 Km/hː 7.3 s., 0-1000mː 27.5 s. |
| Consumi                                                                          | 15 l/100Km | 15 l/100Km | 15 l/100Km | 15 l/100Km | 15 l/100Km |
| Fonte dei dati: Automobilismo d'Epoca 2/2017                                     | | | | | |

| Caratteristiche tecniche - Jaguar E-Type 4.2 L Series 1 Coupé/Spider (2̟2)  | Caratteristiche tecniche - Jaguar E-Type 4.2 L Series 1 Coupé/Spider (2̟2) | Caratteristiche tecniche - Jaguar E-Type 4.2 L Series 1 Coupé/Spider (2̟2) | Caratteristiche tecniche - Jaguar E-Type 4.2 L Series 1 Coupé/Spider (2̟2) | Caratteristiche tecniche - Jaguar E-Type 4.2 L Series 1 Coupé/Spider (2̟2) | Caratteristiche tecniche - Jaguar E-Type 4.2 L Series 1 Coupé/Spider (2̟2) |
| -------------------------------------------------------------------------- | --- | --- | --- | --- | --- |
|                                                                            | | | | | |
| Configurazione                                                             | | | | | |
| Carrozzeria: coupé/spider (coupé)                                          | Carrozzeria: coupé/spider (coupé) | Posizione motore: anteriore longitudinale | Posizione motore: anteriore longitudinale | Trazione: posteriore | Trazione: posteriore |
| Dimensioni e pesi                                                          | | | | | |
| Ingombri (lungh.×largh.×alt. in mm): 4452 (4780) × 1660 × 1220/1300 (1270) | Ingombri (lungh.×largh.×alt. in mm): 4452 (4780) × 1660 × 1220/1300 (1270) | Ingombri (lungh.×largh.×alt. in mm): 4452 (4780) × 1660 × 1220/1300 (1270) | Ingombri (lungh.×largh.×alt. in mm): 4452 (4780) × 1660 × 1220/1300 (1270) | Diametro minimo sterzata: | Diametro minimo sterzata: |
| Interasse: 2440 (2660) mm                                                  | Interasse: 2440 (2660) mm | Carreggiate: anteriore 1270 - posteriore 1270 mm | Carreggiate: anteriore 1270 - posteriore 1270 mm | Altezza minima da terra: | Altezza minima da terra: |
| Posti totali: 2 (2̟2)                                                       | Posti totali: 2 (2̟2) | Bagagliaio: | Bagagliaio: | Serbatoio: 64 | Serbatoio: 64 |
| Masse                                                                      | a vuoto: 1123/1098 (1244) kg | a vuoto: 1123/1098 (1244) kg | a vuoto: 1123/1098 (1244) kg | a vuoto: 1123/1098 (1244) kg | a vuoto: 1123/1098 (1244) kg |
| Meccanica                                                                  | | | | | |
| Tipo motore: 6 cilindri in linea tipo XK, basamento e testata in ghisa     | Tipo motore: 6 cilindri in linea tipo XK, basamento e testata in ghisa | Tipo motore: 6 cilindri in linea tipo XK, basamento e testata in ghisa | Cilindrata: alesaggio x corsaː 92.07x106 mm totaleː 4235 cm³ | Cilindrata: alesaggio x corsaː 92.07x106 mm totaleː 4235 cm³ | Cilindrata: alesaggio x corsaː 92.07x106 mm totaleː 4235 cm³ |
| Distribuzione: doppio albero a camme in testa, valvole a V                 | Distribuzione: doppio albero a camme in testa, valvole a V | Distribuzione: doppio albero a camme in testa, valvole a V | Alimentazione: 3 carburatori Stromberg SU HD8 | Alimentazione: 3 carburatori Stromberg SU HD8 | Alimentazione: 3 carburatori Stromberg SU HD8 |
| Prestazioni motore                                                         | Potenza: 265 CV (SAE) a 5500 giri/min. / Coppia: 39 Kgm (SAE) a 4000 giri/min. | Potenza: 265 CV (SAE) a 5500 giri/min. / Coppia: 39 Kgm (SAE) a 4000 giri/min. | Potenza: 265 CV (SAE) a 5500 giri/min. / Coppia: 39 Kgm (SAE) a 4000 giri/min. | Potenza: 265 CV (SAE) a 5500 giri/min. / Coppia: 39 Kgm (SAE) a 4000 giri/min. | Potenza: 265 CV (SAE) a 5500 giri/min. / Coppia: 39 Kgm (SAE) a 4000 giri/min. |
| Accensione: a bobina e spinterogeno, una candela per cilindro              | Accensione: a bobina e spinterogeno, una candela per cilindro | Accensione: a bobina e spinterogeno, una candela per cilindro | Impianto elettrico: 12V, Alternatore 480 W, Batteria 57 Ah | Impianto elettrico: 12V, Alternatore 480 W, Batteria 57 Ah | Impianto elettrico: 12V, Alternatore 480 W, Batteria 57 Ah |
| Frizione: monodisco a secco                                                | Frizione: monodisco a secco | Frizione: monodisco a secco | Cambio: Jaguar manuale a 4 marce interamente sincronizzato, a richiesta automatico Borg-Warner Typ8 a 3 marce | Cambio: Jaguar manuale a 4 marce interamente sincronizzato, a richiesta automatico Borg-Warner Typ8 a 3 marce | Cambio: Jaguar manuale a 4 marce interamente sincronizzato, a richiesta automatico Borg-Warner Typ8 a 3 marce |
| Telaio                                                                     | | | | | |
| Corpo vettura                                                              | costruzione monoscocca con telaio supplementare anteriore | costruzione monoscocca con telaio supplementare anteriore | costruzione monoscocca con telaio supplementare anteriore | costruzione monoscocca con telaio supplementare anteriore | costruzione monoscocca con telaio supplementare anteriore |
| Sterzo                                                                     | a cremagliera | a cremagliera | a cremagliera | a cremagliera | a cremagliera |
| Sospensioni                                                                | anteriori: doppi quadrilateri, barre di torsione longitudinali, ammortizzatori idraulici telescopici, barra stabilizzatrice / posteriori: doppi quadrilateri, molle elicoidali, ammortizzatori idraulici telescopici, puntoni di reazione | anteriori: doppi quadrilateri, barre di torsione longitudinali, ammortizzatori idraulici telescopici, barra stabilizzatrice / posteriori: doppi quadrilateri, molle elicoidali, ammortizzatori idraulici telescopici, puntoni di reazione | anteriori: doppi quadrilateri, barre di torsione longitudinali, ammortizzatori idraulici telescopici, barra stabilizzatrice / posteriori: doppi quadrilateri, molle elicoidali, ammortizzatori idraulici telescopici, puntoni di reazione | anteriori: doppi quadrilateri, barre di torsione longitudinali, ammortizzatori idraulici telescopici, barra stabilizzatrice / posteriori: doppi quadrilateri, molle elicoidali, ammortizzatori idraulici telescopici, puntoni di reazione | anteriori: doppi quadrilateri, barre di torsione longitudinali, ammortizzatori idraulici telescopici, barra stabilizzatrice / posteriori: doppi quadrilateri, molle elicoidali, ammortizzatori idraulici telescopici, puntoni di reazione |
| Freni                                                                      | anteriori: a disco / posteriori: a disco Girling | anteriori: a disco / posteriori: a disco Girling | anteriori: a disco / posteriori: a disco Girling | anteriori: a disco / posteriori: a disco Girling | anteriori: a disco / posteriori: a disco Girling |
| Pneumatici                                                                 | 6.40x15 o 185x15 / Cerchi: a raggi in acciaio 5.00x15 | 6.40x15 o 185x15 / Cerchi: a raggi in acciaio 5.00x15 | 6.40x15 o 185x15 / Cerchi: a raggi in acciaio 5.00x15 | 6.40x15 o 185x15 / Cerchi: a raggi in acciaio 5.00x15 | 6.40x15 o 185x15 / Cerchi: a raggi in acciaio 5.00x15 |
| Prestazioni dichiarate                                                     | | | | | |
| Velocità: 240 km/h                                                         | Velocità: 240 km/h | Velocità: 240 km/h | Accelerazione: 0-100 Km/hː 7.3 s., 0-1000mː 27.5 s. | Accelerazione: 0-100 Km/hː 7.3 s., 0-1000mː 27.5 s. | Accelerazione: 0-100 Km/hː 7.3 s., 0-1000mː 27.5 s. |
| Consumi                                                                    | 15 l/100Km | 15 l/100Km | 15 l/100Km | 15 l/100Km | 15 l/100Km |
| Fonte dei dati: Automobilismo d'Epoca 2/2017                               | | | | | |

## Jaguar E-TypeSeries 2(1969-1970)

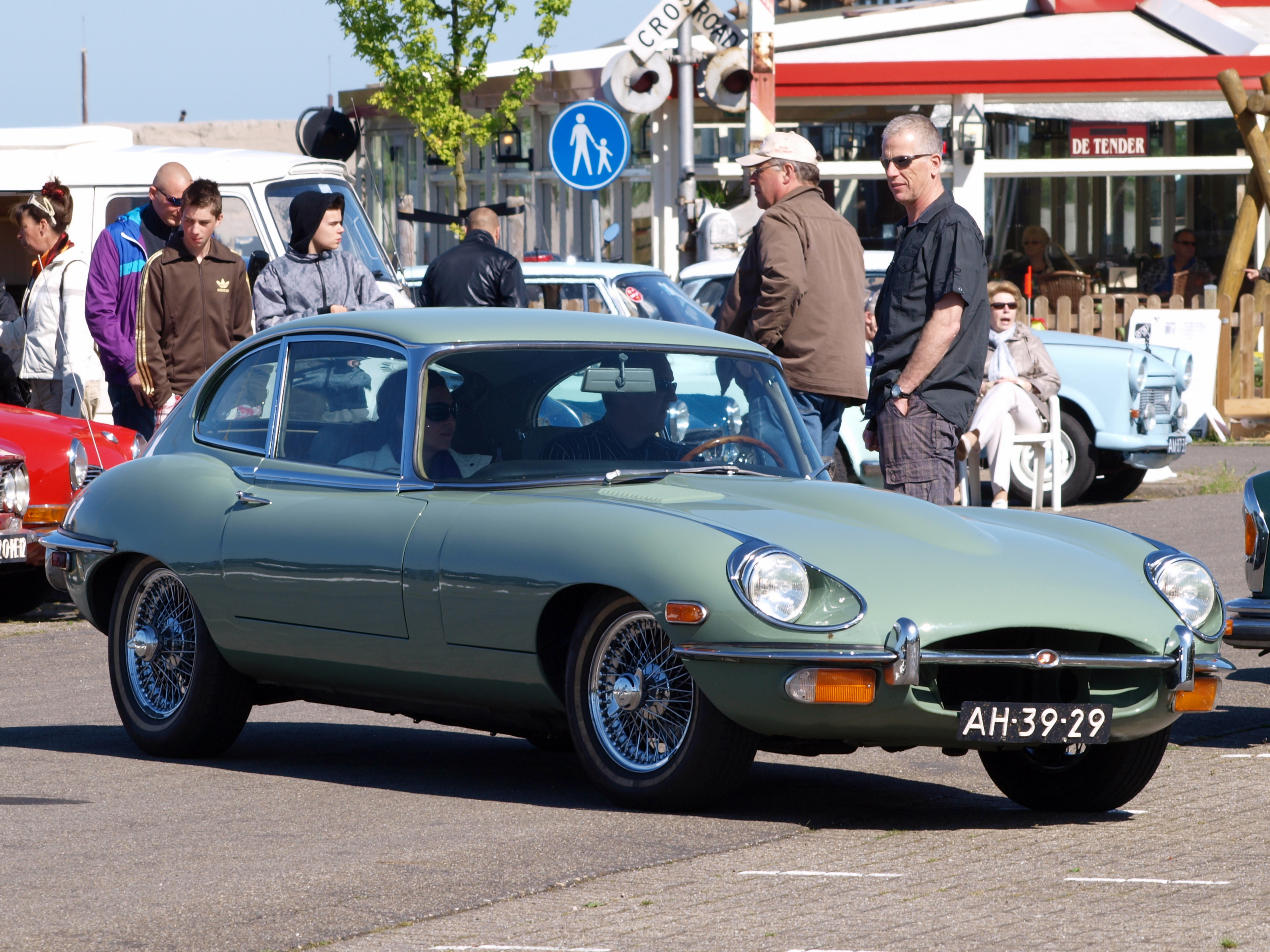
Jaguar E-type 4.2 L 2+2 Series 2 del 1970

Nel Dicembre del 1968 venne lanciata la Series 2 con diverse modifiche introdotte soprattutto per rispettare le norme di sicurezza USA, il mercato di riferimento per questa vettura. Le modifiche al motore, adottate dall'intera gamma (europea e americana), erano già state mostrate nella Series 1 1/2 USA; i tre carburatori SU HD8 vennero rimpiazzati da due carburatori Zenith-Stromberg per rispettare le norme antinquinamento americane. Le prestazioni così si ridussero sensibilmente rendendo la Series 2 molto meno sportiva della precedente.
Le altre modifiche meccaniche riguardarono lo sterzo, il piantone era collassabile e si poteva avere il servosterzo, e l'impianto frenante, migliorato con pinze Girling. Vennero offerti come optional i cerchi in lamiera delle berline coeve mentre le ruote a raggi persero il gallettone di fissaggio.
Furono introdotte delle modifiche estetiche che penalizzarono la lineaː i fari vennero ingranditi e posti in sedi esageratamente cromate, gli indicatori di direzione anteriori vennero ingranditi e posti sotto nuovi paraurti ingranditi. Venne anche ingrandita la presa d'aria ovale per far posto all'evaporatore del condizionatore, per la prima volta offerto come optional. I piccoli fanalini posteriori furono sostituiti da quelli più grandi della Lotus Elan S2 posti sotto il paraurti ingrandito ai lati del vano porta-targa. Lateralmente furono aggiunte anche le luci di ingombro.
All'interno i sedili ricevettero i poggiatesta e lo schienale regolabile e una combinazione di bloccasterzo e chiave di accensione venne montata sul piantone dello sterzo, ora con corona del volante rivestita in pelle nera.
L'offerta prevedeva quindi Coupé/Spider 2+2 posti a passo lungo e Coupé/Spider 2 posti a passo corto; per queste ultime versioni non ci sarà spazio nella Series 3.
| Caratteristiche tecniche - Jaguar E-Type 4.2 L Series 1.5/2 Coupé/Spider (2̟2) | Caratteristiche tecniche - Jaguar E-Type 4.2 L Series 1.5/2 Coupé/Spider (2̟2) | Caratteristiche tecniche - Jaguar E-Type 4.2 L Series 1.5/2 Coupé/Spider (2̟2) | Caratteristiche tecniche - Jaguar E-Type 4.2 L Series 1.5/2 Coupé/Spider (2̟2) | Caratteristiche tecniche - Jaguar E-Type 4.2 L Series 1.5/2 Coupé/Spider (2̟2) | Caratteristiche tecniche - Jaguar E-Type 4.2 L Series 1.5/2 Coupé/Spider (2̟2) |
| Configurazione                                                                | Configurazione | Configurazione | Configurazione | Configurazione | Configurazione |
| ----------------------------------------------------------------------------- | --- | --- | --- | --- | --- |
| Carrozzeria: coupé/spider (coupé/spider)                                      | Carrozzeria: coupé/spider (coupé/spider) | Posizione motore: anteriore longitudinale | Posizione motore: anteriore longitudinale | Trazione: posteriore | Trazione: posteriore |
| Dimensioni e pesi                                                             | | | | | |
| Ingombri (lungh.×largh.×alt. in mm): 4452 (4780) × 1660 × 1220/1300 (1270)    | Ingombri (lungh.×largh.×alt. in mm): 4452 (4780) × 1660 × 1220/1300 (1270) | Ingombri (lungh.×largh.×alt. in mm): 4452 (4780) × 1660 × 1220/1300 (1270) | Ingombri (lungh.×largh.×alt. in mm): 4452 (4780) × 1660 × 1220/1300 (1270) | Diametro minimo sterzata: | Diametro minimo sterzata: |
| Interasse: 2440 (2660) mm                                                     | Interasse: 2440 (2660) mm | Carreggiate: anteriore 1270 - posteriore 1270 mm | Carreggiate: anteriore 1270 - posteriore 1270 mm | Altezza minima da terra: | Altezza minima da terra: |
| Posti totali: 2 (2̟2)                                                          | Posti totali: 2 (2̟2) | Bagagliaio: | Bagagliaio: | Serbatoio: 64 | Serbatoio: 64 |
| Masse                                                                         | a vuoto: 1123/1098 (1244) kg | a vuoto: 1123/1098 (1244) kg | a vuoto: 1123/1098 (1244) kg | a vuoto: 1123/1098 (1244) kg | a vuoto: 1123/1098 (1244) kg |
| Meccanica                                                                     | | | | | |
| Tipo motore: 6 cilindri in linea tipo XK, basamento e testata in ghisa        | Tipo motore: 6 cilindri in linea tipo XK, basamento e testata in ghisa | Tipo motore: 6 cilindri in linea tipo XK, basamento e testata in ghisa | Cilindrata: alesaggio x corsaː 92.07x106 mm totaleː 4235 cm³ | Cilindrata: alesaggio x corsaː 92.07x106 mm totaleː 4235 cm³ | Cilindrata: alesaggio x corsaː 92.07x106 mm totaleː 4235 cm³ |
| Distribuzione: doppio albero a camme in testa, valvole a V                    | Distribuzione: doppio albero a camme in testa, valvole a V | Distribuzione: doppio albero a camme in testa, valvole a V | Alimentazione: 2 carburatori Zenith-Stromberg CD2SE | Alimentazione: 2 carburatori Zenith-Stromberg CD2SE | Alimentazione: 2 carburatori Zenith-Stromberg CD2SE |
| Prestazioni motore                                                            | Potenza: 210 CV (SAE) a 5500 giri/min. / Coppia: 39 Kgm (SAE) a 4000 giri/min. | Potenza: 210 CV (SAE) a 5500 giri/min. / Coppia: 39 Kgm (SAE) a 4000 giri/min. | Potenza: 210 CV (SAE) a 5500 giri/min. / Coppia: 39 Kgm (SAE) a 4000 giri/min. | Potenza: 210 CV (SAE) a 5500 giri/min. / Coppia: 39 Kgm (SAE) a 4000 giri/min. | Potenza: 210 CV (SAE) a 5500 giri/min. / Coppia: 39 Kgm (SAE) a 4000 giri/min. |
| Accensione: a bobina e spinterogeno, una candela per cilindro                 | Accensione: a bobina e spinterogeno, una candela per cilindro | Accensione: a bobina e spinterogeno, una candela per cilindro | Impianto elettrico: 12V, Alternatore 480 W, Batteria 57 Ah | Impianto elettrico: 12V, Alternatore 480 W, Batteria 57 Ah | Impianto elettrico: 12V, Alternatore 480 W, Batteria 57 Ah |
| Frizione: monodisco a secco                                                   | Frizione: monodisco a secco | Frizione: monodisco a secco | Cambio: Jaguar manuale a 4 marce interamente sincronizzato, a richiesta automatico Borg-Warner Typ8 a 3 marce | Cambio: Jaguar manuale a 4 marce interamente sincronizzato, a richiesta automatico Borg-Warner Typ8 a 3 marce | Cambio: Jaguar manuale a 4 marce interamente sincronizzato, a richiesta automatico Borg-Warner Typ8 a 3 marce |
| Telaio                                                                        | | | | | |
| Corpo vettura                                                                 | costruzione monoscocca con telaio supplementare anteriore | costruzione monoscocca con telaio supplementare anteriore | costruzione monoscocca con telaio supplementare anteriore | costruzione monoscocca con telaio supplementare anteriore | costruzione monoscocca con telaio supplementare anteriore |
| Sterzo                                                                        | a cremagliera, servosterzo a richiesta | a cremagliera, servosterzo a richiesta | a cremagliera, servosterzo a richiesta | a cremagliera, servosterzo a richiesta | a cremagliera, servosterzo a richiesta |
| Sospensioni                                                                   | anteriori: doppi quadrilateri, barre di torsione longitudinali, ammortizzatori idraulici telescopici, barra stabilizzatrice / posteriori: doppi quadrilateri, molle elicoidali, ammortizzatori idraulici telescopici, puntoni di reazione | anteriori: doppi quadrilateri, barre di torsione longitudinali, ammortizzatori idraulici telescopici, barra stabilizzatrice / posteriori: doppi quadrilateri, molle elicoidali, ammortizzatori idraulici telescopici, puntoni di reazione | anteriori: doppi quadrilateri, barre di torsione longitudinali, ammortizzatori idraulici telescopici, barra stabilizzatrice / posteriori: doppi quadrilateri, molle elicoidali, ammortizzatori idraulici telescopici, puntoni di reazione | anteriori: doppi quadrilateri, barre di torsione longitudinali, ammortizzatori idraulici telescopici, barra stabilizzatrice / posteriori: doppi quadrilateri, molle elicoidali, ammortizzatori idraulici telescopici, puntoni di reazione | anteriori: doppi quadrilateri, barre di torsione longitudinali, ammortizzatori idraulici telescopici, barra stabilizzatrice / posteriori: doppi quadrilateri, molle elicoidali, ammortizzatori idraulici telescopici, puntoni di reazione |
| Freni                                                                         | anteriori: a disco / posteriori: a disco Girling | anteriori: a disco / posteriori: a disco Girling | anteriori: a disco / posteriori: a disco Girling | anteriori: a disco / posteriori: a disco Girling | anteriori: a disco / posteriori: a disco Girling |
| Pneumatici                                                                    | 6.40x15 o 185x15 / Cerchi: a raggi in acciaio 5.00x15 | 6.40x15 o 185x15 / Cerchi: a raggi in acciaio 5.00x15 | 6.40x15 o 185x15 / Cerchi: a raggi in acciaio 5.00x15 | 6.40x15 o 185x15 / Cerchi: a raggi in acciaio 5.00x15 | 6.40x15 o 185x15 / Cerchi: a raggi in acciaio 5.00x15 |
| Prestazioni dichiarate                                                        | | | | | |
| Velocità: 215 km/h                                                            | Velocità: 215 km/h | Velocità: 215 km/h | Accelerazione: 0-100 Km/hː 8.5 s., 0-1000mː 28.5 s. | Accelerazione: 0-100 Km/hː 8.5 s., 0-1000mː 28.5 s. | Accelerazione: 0-100 Km/hː 8.5 s., 0-1000mː 28.5 s. |
| Consumi                                                                       | 15 l/100Km | 15 l/100Km | 15 l/100Km | 15 l/100Km | 15 l/100Km |
| Fonte dei dati: Automobilismo d'Epoca 2/2017                                  | | | | | |

## Jaguar E-TypeSeries 3(1971-1975)

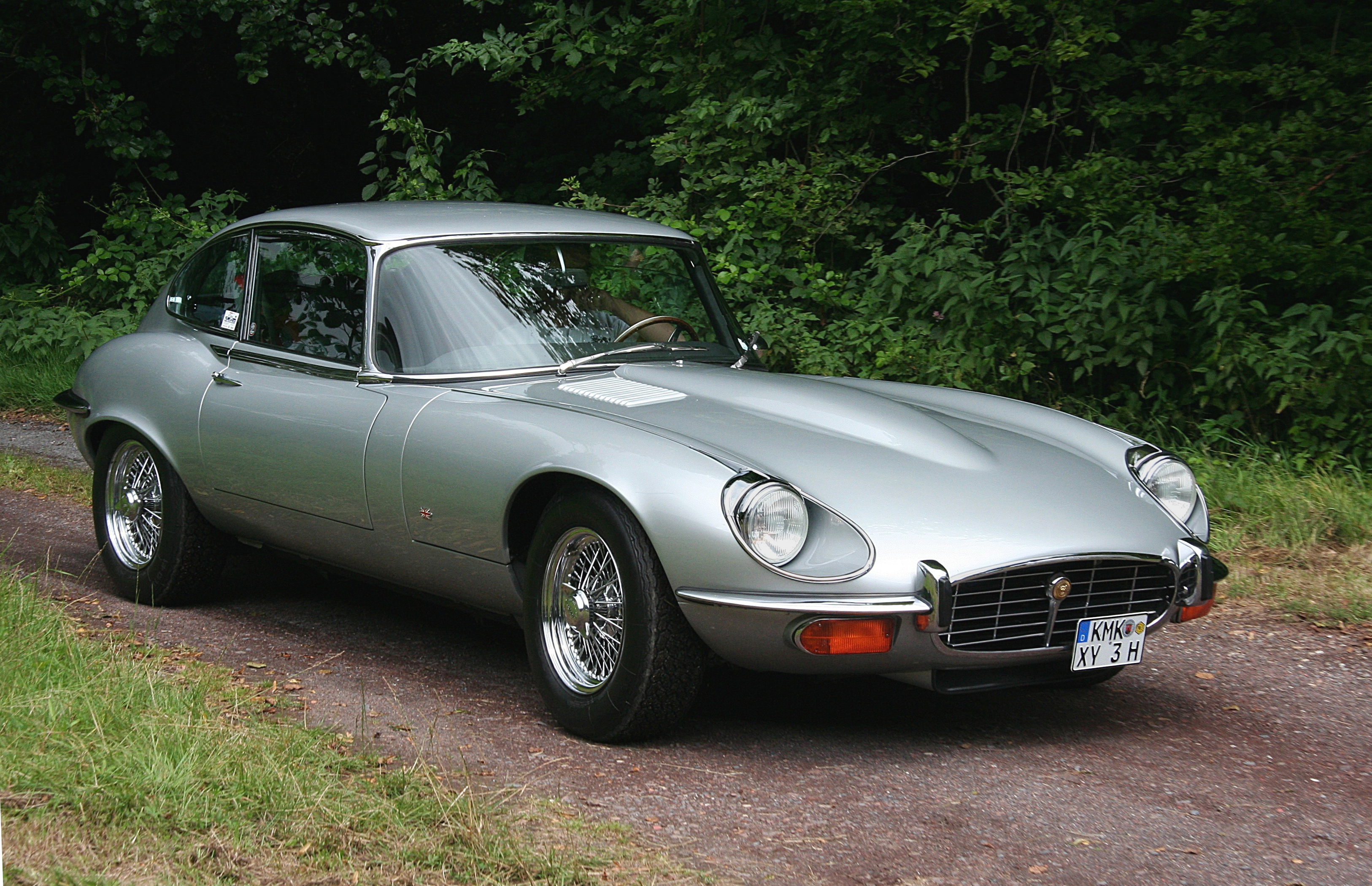
Jaguar E-Type Series 3 Coupé 5.3 V12 (1972)

Nel 1971 venne lanciata la Series 3 su cui fu introdotto un nuovo motore V12 di 60°. L'unità da 5.300 cm³ era derivata dal motore della Sport-prototipo Jaguar XJ13 a motore centrale e fu il primo motore Jaguar interamente nuovo dal 1948. Il nuovo motore era dotato di 2 carburatori Zenith-Stromberg e un albero a camme in testa per ogni bancata e disponeva di 272 CV, con un'erogazione pastosa che faceva della E-Type Series 3 una perfetta granturismo. Sempre per questo motivo fu utilizzato il pianale a passo lungo sia per la coupé che per la spider.

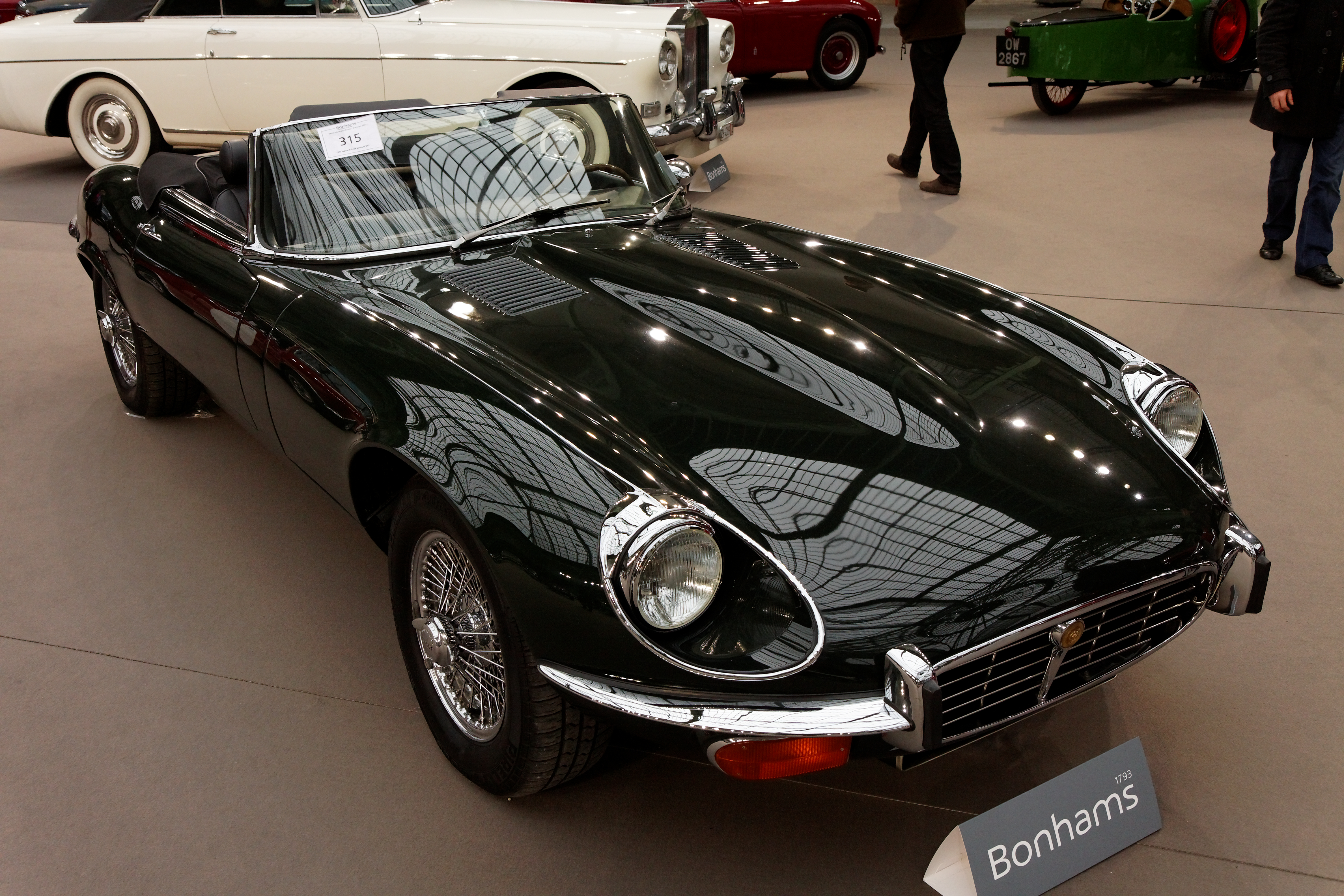
Jaguar E-Type Roadster Series III V12

Il cambio manuale rimase il Jaguar a 4 marce mentre il cambio automatico divenne il Borg-Warner Typ12 a 3 marce. Il traliccio anteriore che sosteneva il motore venne modificato per accogliere la nuova unità V12, più larga della precedente 6 cilindri in linea. Il volante divenne regolabile con servosterzo di serie e arrivarono i rivestimenti in legno. I freni vennero potenziati in ossequio al maggior peso dell'auto.
All'esterno arrivò una nuova calandra cromata che chiudeva la "bocca" ovale ingrandita sulla Series 2, le tre racchette dei tergicristalli divennero 2, dietro apparve uno scarico con quattro terminali a ventaglio, i parafanghi furono allargati per far posto ai nuovi pneumatici Dunlop E70 su cerchi in acciaio di serie. Tuttavia rimasero disponibili (e le montarono quasi tutte le vetture prodotte) le ruote a raggi.
Nel 1975, dopo 14 anni e 70.000 vetture prodotte circa, la Jaguar E-Type uscì di produzione sostituita dalla Jaguar XJ-S.
| Caratteristiche tecniche - Jaguar E-Type V12 5.3 L Series 3 Coupé 2̟2 (Spider 2 posti) | Caratteristiche tecniche - Jaguar E-Type V12 5.3 L Series 3 Coupé 2̟2 (Spider 2 posti) | Caratteristiche tecniche - Jaguar E-Type V12 5.3 L Series 3 Coupé 2̟2 (Spider 2 posti) | Caratteristiche tecniche - Jaguar E-Type V12 5.3 L Series 3 Coupé 2̟2 (Spider 2 posti) | Caratteristiche tecniche - Jaguar E-Type V12 5.3 L Series 3 Coupé 2̟2 (Spider 2 posti) | Caratteristiche tecniche - Jaguar E-Type V12 5.3 L Series 3 Coupé 2̟2 (Spider 2 posti) |
| ------------------------------------------------------------------------------------- | --- | --- | --- | --- | --- |
|                                                                                       | | | | | |
| Configurazione                                                                        | | | | | |
| Carrozzeria: coupé (spider)                                                           | Carrozzeria: coupé (spider) | Posizione motore: anteriore longitudinale | Posizione motore: anteriore longitudinale | Trazione: posteriore | Trazione: posteriore |
| Dimensioni e pesi                                                                     | | | | | |
| Ingombri (lungh.×largh.×alt. in mm): 4780 × 1660 × 1300 (1180)                        | Ingombri (lungh.×largh.×alt. in mm): 4780 × 1660 × 1300 (1180) | Ingombri (lungh.×largh.×alt. in mm): 4780 × 1660 × 1300 (1180) | Ingombri (lungh.×largh.×alt. in mm): 4780 × 1660 × 1300 (1180) | Diametro minimo sterzata: | Diametro minimo sterzata: |
| Interasse: 2660 mm                                                                    | Interasse: 2660 mm | Carreggiate: anteriore 1270 - posteriore 1270 mm | Carreggiate: anteriore 1270 - posteriore 1270 mm | Altezza minima da terra: | Altezza minima da terra: |
| Posti totali: 2̟2 (2)                                                                  | Posti totali: 2̟2 (2) | Bagagliaio: | Bagagliaio: | Serbatoio: 82 | Serbatoio: 82 |
| Masse                                                                                 | a vuoto: 1450 (1454) kg | a vuoto: 1450 (1454) kg | a vuoto: 1450 (1454) kg | a vuoto: 1450 (1454) kg | a vuoto: 1450 (1454) kg |
| Meccanica                                                                             | | | | | |
| Tipo motore: 12 cilindri a V di 60°, basamento e testata in alluminio                 | Tipo motore: 12 cilindri a V di 60°, basamento e testata in alluminio | Tipo motore: 12 cilindri a V di 60°, basamento e testata in alluminio | Cilindrata: alesaggio x corsaː 90x70 mm totaleː 5343 cm³ | Cilindrata: alesaggio x corsaː 90x70 mm totaleː 5343 cm³ | Cilindrata: alesaggio x corsaː 90x70 mm totaleː 5343 cm³ |
| Distribuzione: monoalbero a camme in testa per bancata                                | Distribuzione: monoalbero a camme in testa per bancata | Distribuzione: monoalbero a camme in testa per bancata | Alimentazione: 2 carburatori Zenith-Stromberg CDSE per bancata (totale 4) | Alimentazione: 2 carburatori Zenith-Stromberg CDSE per bancata (totale 4) | Alimentazione: 2 carburatori Zenith-Stromberg CDSE per bancata (totale 4) |
| Prestazioni motore                                                                    | Potenza: 272 CV (SAE) a 5850 giri/min. / Coppia: 42.1 Kgm (SAE) a 3.600 giri/min. | Potenza: 272 CV (SAE) a 5850 giri/min. / Coppia: 42.1 Kgm (SAE) a 3.600 giri/min. | Potenza: 272 CV (SAE) a 5850 giri/min. / Coppia: 42.1 Kgm (SAE) a 3.600 giri/min. | Potenza: 272 CV (SAE) a 5850 giri/min. / Coppia: 42.1 Kgm (SAE) a 3.600 giri/min. | Potenza: 272 CV (SAE) a 5850 giri/min. / Coppia: 42.1 Kgm (SAE) a 3.600 giri/min. |
| Accensione: a bobina e spinterogeno, una candela per cilindro                         | Accensione: a bobina e spinterogeno, una candela per cilindro | Accensione: a bobina e spinterogeno, una candela per cilindro | Impianto elettrico: 12V, Alternatore 480 W, Batteria 57 Ah | Impianto elettrico: 12V, Alternatore 480 W, Batteria 57 Ah | Impianto elettrico: 12V, Alternatore 480 W, Batteria 57 Ah |
| Frizione: monodisco a secco                                                           | Frizione: monodisco a secco | Frizione: monodisco a secco | Cambio: Jaguar manuale a 4 marce interamente sincronizzato, a richiesta automatico Borg-Warner Typ12 a 3 marce | Cambio: Jaguar manuale a 4 marce interamente sincronizzato, a richiesta automatico Borg-Warner Typ12 a 3 marce | Cambio: Jaguar manuale a 4 marce interamente sincronizzato, a richiesta automatico Borg-Warner Typ12 a 3 marce |
| Telaio                                                                                | | | | | |
| Corpo vettura                                                                         | costruzione monoscocca con telaio supplementare anteriore | costruzione monoscocca con telaio supplementare anteriore | costruzione monoscocca con telaio supplementare anteriore | costruzione monoscocca con telaio supplementare anteriore | costruzione monoscocca con telaio supplementare anteriore |
| Sterzo                                                                                | a cremagliera servoassistito | a cremagliera servoassistito | a cremagliera servoassistito | a cremagliera servoassistito | a cremagliera servoassistito |
| Sospensioni                                                                           | anteriori: doppi quadrilateri, barre di torsione longitudinali, ammortizzatori idraulici telescopici, barra stabilizzatrice / posteriori: doppi quadrilateri, molle elicoidali, ammortizzatori idraulici telescopici, puntoni di reazione | anteriori: doppi quadrilateri, barre di torsione longitudinali, ammortizzatori idraulici telescopici, barra stabilizzatrice / posteriori: doppi quadrilateri, molle elicoidali, ammortizzatori idraulici telescopici, puntoni di reazione | anteriori: doppi quadrilateri, barre di torsione longitudinali, ammortizzatori idraulici telescopici, barra stabilizzatrice / posteriori: doppi quadrilateri, molle elicoidali, ammortizzatori idraulici telescopici, puntoni di reazione | anteriori: doppi quadrilateri, barre di torsione longitudinali, ammortizzatori idraulici telescopici, barra stabilizzatrice / posteriori: doppi quadrilateri, molle elicoidali, ammortizzatori idraulici telescopici, puntoni di reazione | anteriori: doppi quadrilateri, barre di torsione longitudinali, ammortizzatori idraulici telescopici, barra stabilizzatrice / posteriori: doppi quadrilateri, molle elicoidali, ammortizzatori idraulici telescopici, puntoni di reazione |
| Freni                                                                                 | anteriori: a disco / posteriori: a disco Girling | anteriori: a disco / posteriori: a disco Girling | anteriori: a disco / posteriori: a disco Girling | anteriori: a disco / posteriori: a disco Girling | anteriori: a disco / posteriori: a disco Girling |
| Pneumatici                                                                            | 6.40x15 o 185x15 / Cerchi: a raggi in acciaio 5.00x15 | 6.40x15 o 185x15 / Cerchi: a raggi in acciaio 5.00x15 | 6.40x15 o 185x15 / Cerchi: a raggi in acciaio 5.00x15 | 6.40x15 o 185x15 / Cerchi: a raggi in acciaio 5.00x15 | 6.40x15 o 185x15 / Cerchi: a raggi in acciaio 5.00x15 |
| Prestazioni dichiarate                                                                | | | | | |
| Velocità: 243 km/h                                                                    | Velocità: 243 km/h | Velocità: 243 km/h | Accelerazione: 0-100 Km/hː 6.1 s., 0-1000mː 25.8 s. | Accelerazione: 0-100 Km/hː 6.1 s., 0-1000mː 25.8 s. | Accelerazione: 0-100 Km/hː 6.1 s., 0-1000mː 25.8 s. |
| Consumi                                                                               | 21.5 l/100Km | 21.5 l/100Km | 21.5 l/100Km | 21.5 l/100Km | 21.5 l/100Km |
| Fonte dei dati: Automobilismo d'Epoca 2/2017                                          | | | | | |

## Le versioni speciali

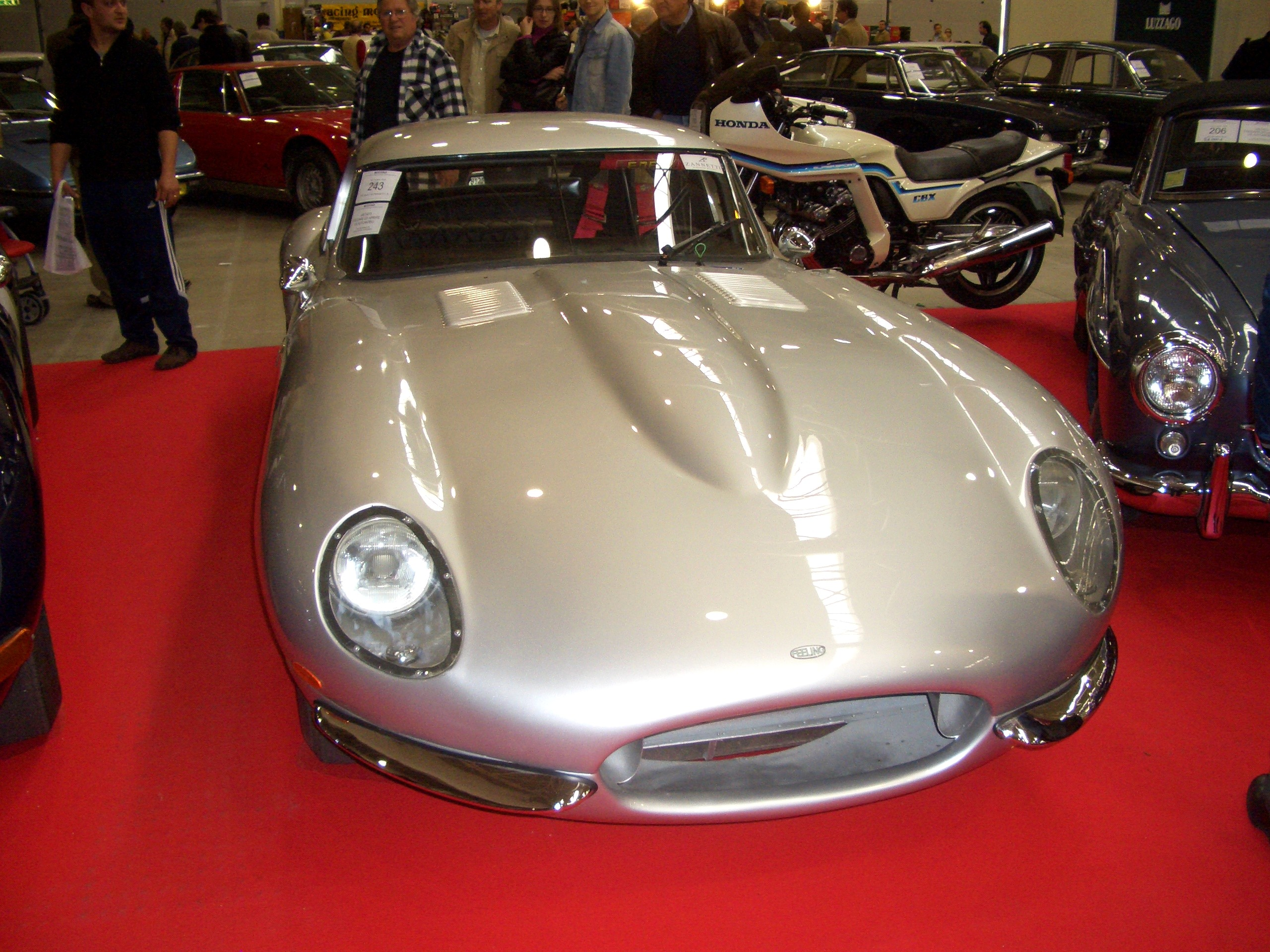
Una E Type S1 Light Weight da competizione

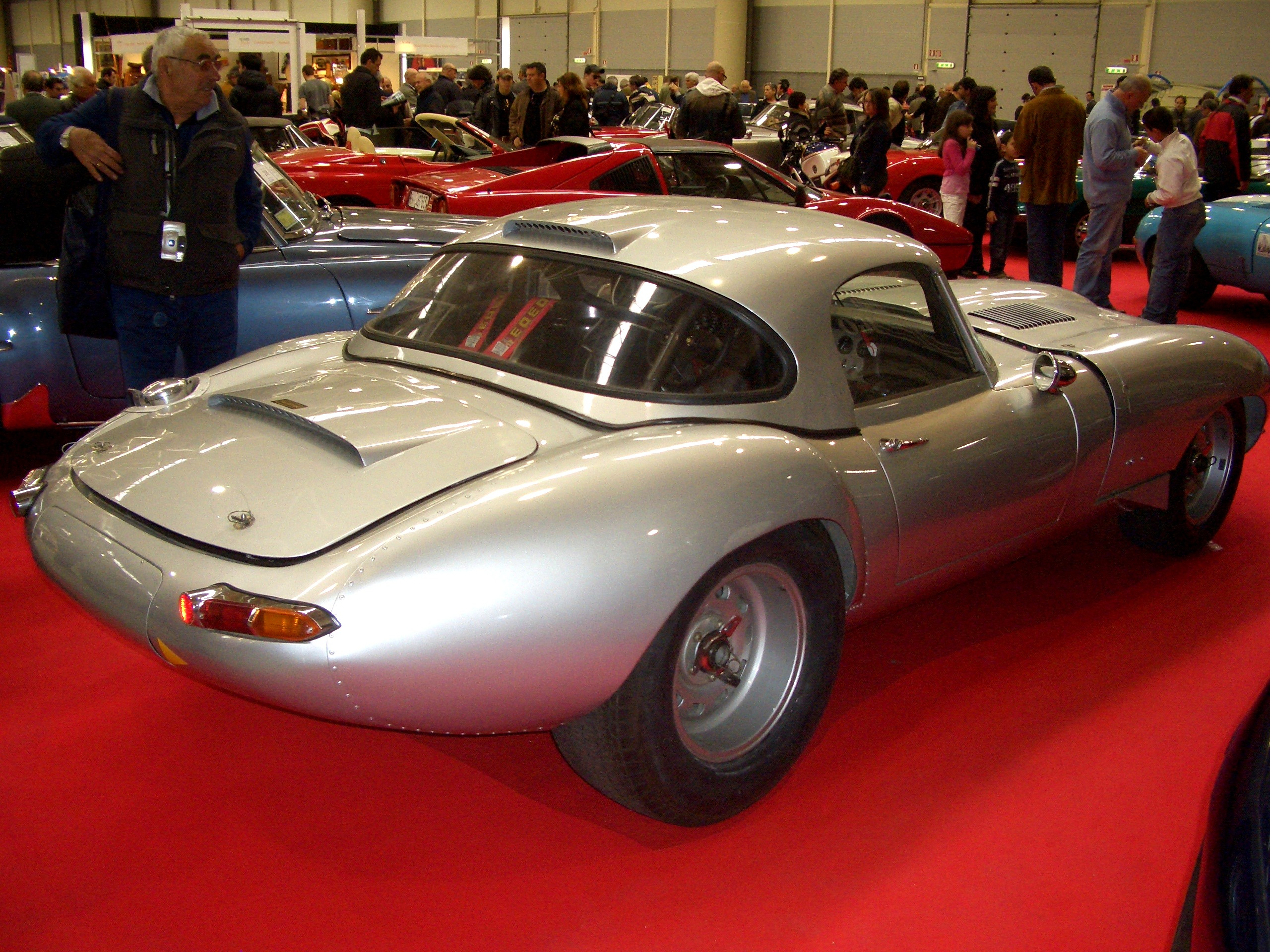
Vista posteriore

Della E-Type furono realizzate due versioni speciali: la Low Drag Coupé e la Lightweight E-Type.
La Low Drag Coupé nacque dal tentativo della Jaguar di realizzare una vettura che, nello spirito, si avvicinasse alla vettura da corsa D-type da cui, per caratteristiche ed elementi stilistici, la E-type era derivata. Per sperimentare questo concetto fu realizzata una sola vettura, progettata fin dall'inizio come coupé, poiché l'esperto di aerodinamica Malcolm Sayer aveva capito che con una vettura coperta era più semplice realizzare un veicolo leggero e aerodinamico in confronto alle vetture scoperte con le quali la Jaguar gareggiava in quel periodo. A differenza della E-Type di serie, la carrozzeria fu realizzata usando l'alluminio, leggerissimo ma costoso e difficile da lavorare. Il telaio rimase in acciaio. La vettura montava una versione migliorata del motore da 3,8 L. Sui cilindri di questo motore vennero montate teste speciali, sperimentate sulle Jaguar che avevano partecipato alle gare di Le Mans. La vettura fu completata nell'estate del 1962 ma solo dopo alcuni anni fu venduta al pilota Dick Protheroe, che la utilizzò in molte gare. La vettura fu poi venduta e passò nelle mani di molti collezionisti di entrambe le sponde dell'Atlantico. Si pensa che oggi faccia parte della collezione privata dell'attuale visconte Comdray.
Della Lightweight E-Type furono realizzati una dozzina di esemplari dei diciotto previsti originariamente. Questa vettura era un'evoluzione della Low Drag Coupé. Anche su questa vettura l'alluminio fu ampiamente usato nella carrozzeria e per altre componenti. Questa vettura però nasceva come decappottabile e nello spirito rimaneva più vicina alla D-Type della E-Type: una vettura da gran turismo, più che da competizione.
Su questa vettura fu montato un motore da 3,8 L migliorato che forniva 300 hp (224 kW) contro i 265 hp (198 kW) della versione di serie. Su almeno una vettura fu montato un sistema di iniezione del carburante sviluppato dalla Lucas.
La vettura partecipò a diverse gare, ma non portò alla Casa i risultati delle altre vetture.

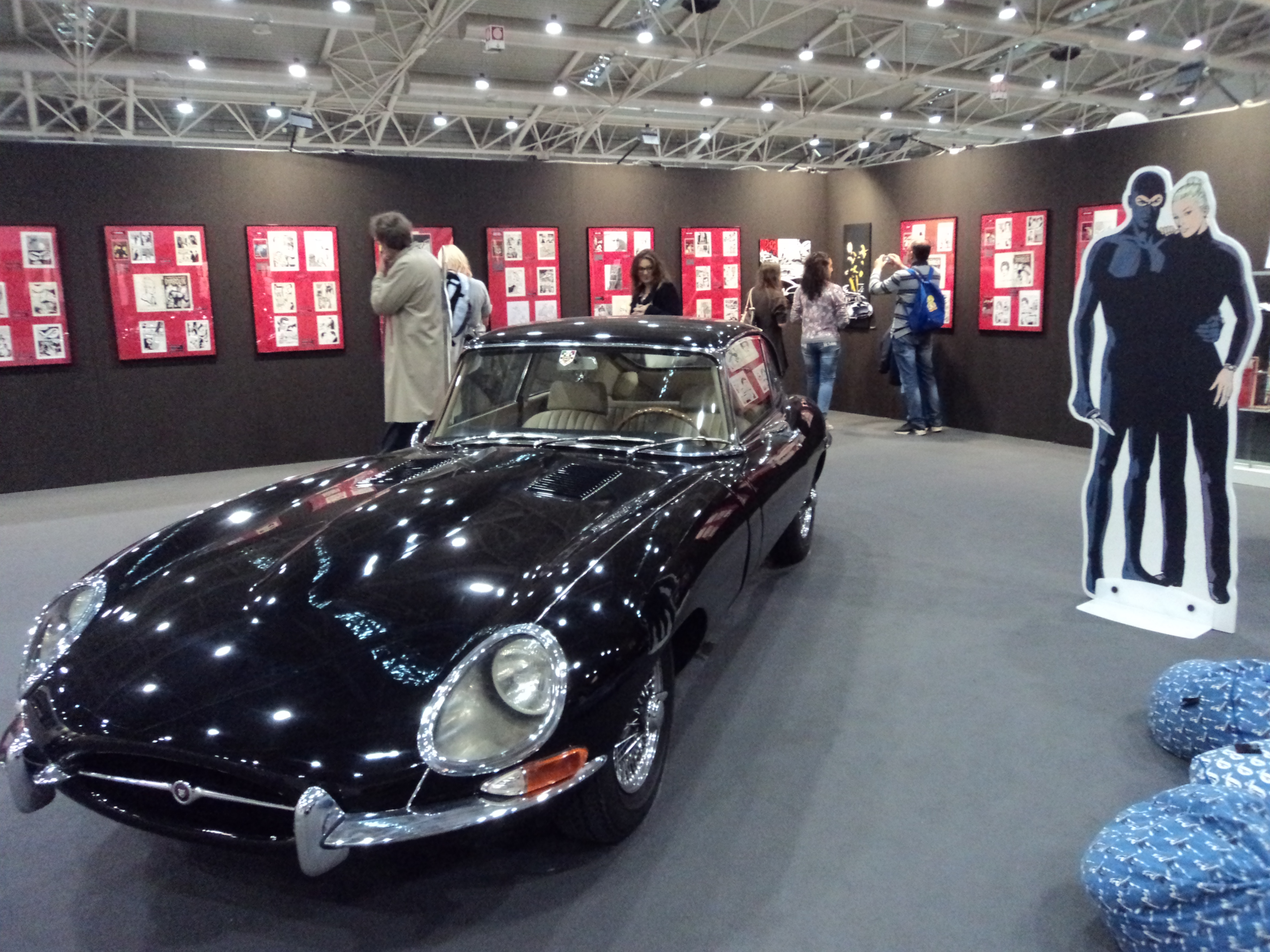
La Jaguar E-Type 3,8 L di Diabolik al Romics 2015

Nel 2014, in occasione del concorso di bellezza di Pebble Beach, la Jaguar annunciò che i sei esemplari che non furono prodotti negli anni sessanta verranno costruiti entro il 2015. Totalmente uguali rispetto ai modelli originali, la loro unica differenza stava nel peso, di 114 kg inferiore.

## La E-Type di Diabolik
In ambito fumettistico, la E-Type è la vettura personale di Diabolik ed Eva Kant. Inizialmente, negli anni sessanta, la casa britannica diffidò gli autori dal nominare la marca dell'auto in quanto temeva una pubblicità negativa. In seguito la stessa Jaguar chiese ad Astorina di inserire delle immagini tratte dal fumetto nel libro che celebrava i cinquant'anni del modello.
 Nel film ispirato al fumetto Diabolik guida la sua Jaguar E-Type nera, mentre Eva usa una sua E-Type personale bianca. La macchina compare in uno spot pubblicitario in cui Eva Kant compie un furto e scappa con una Renault Twingo mentre Diabolik sta cambiando una ruota della Jaguar. La E-Type compare anche nei videogiochi dedicati al Re del Terrore. Non appare invece nella serie animata, dove viene sostituita da un veicolo originale, ispirato in parte alla E-Type, ma più simile ad una Porsche.